# Сезимбра
Сези́мбра (порт. Sesimbra; [sɨ'zĩbɾɐ]) — город и порт в Португалии, центр одноимённого муниципалитета в округе Сетубал. Численность населения — 21 тыс. жителей (город), 44 тыс. жителей (муниципалитет). Город входит в Лиссабонский регион, в субрегион Полуостров Сетубал. Входит в агломерацию Большой Лиссабон. По старому административному делению входил в провинцию Эштремадура.

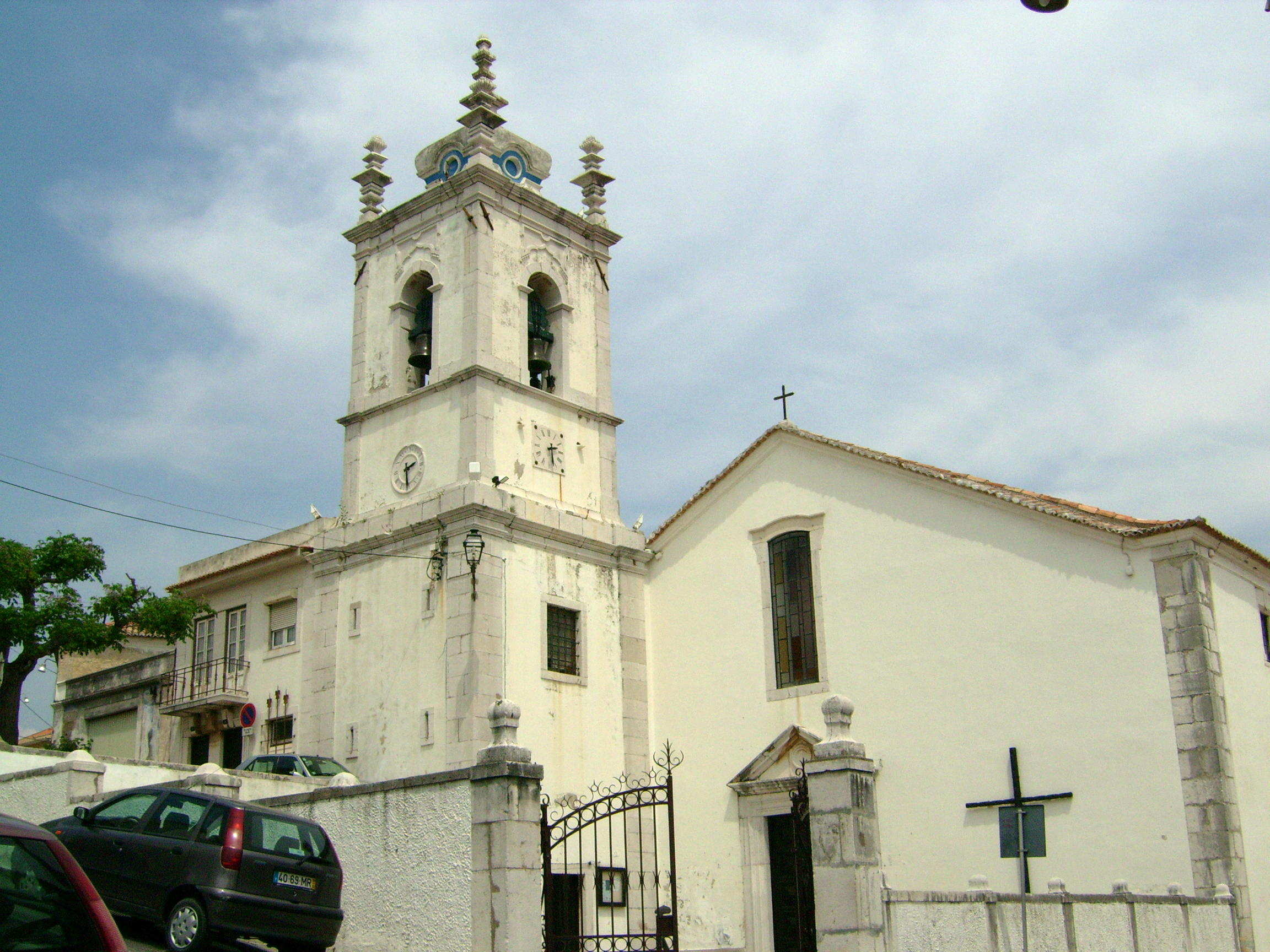
Церковь Матриз-де-Сантьягу

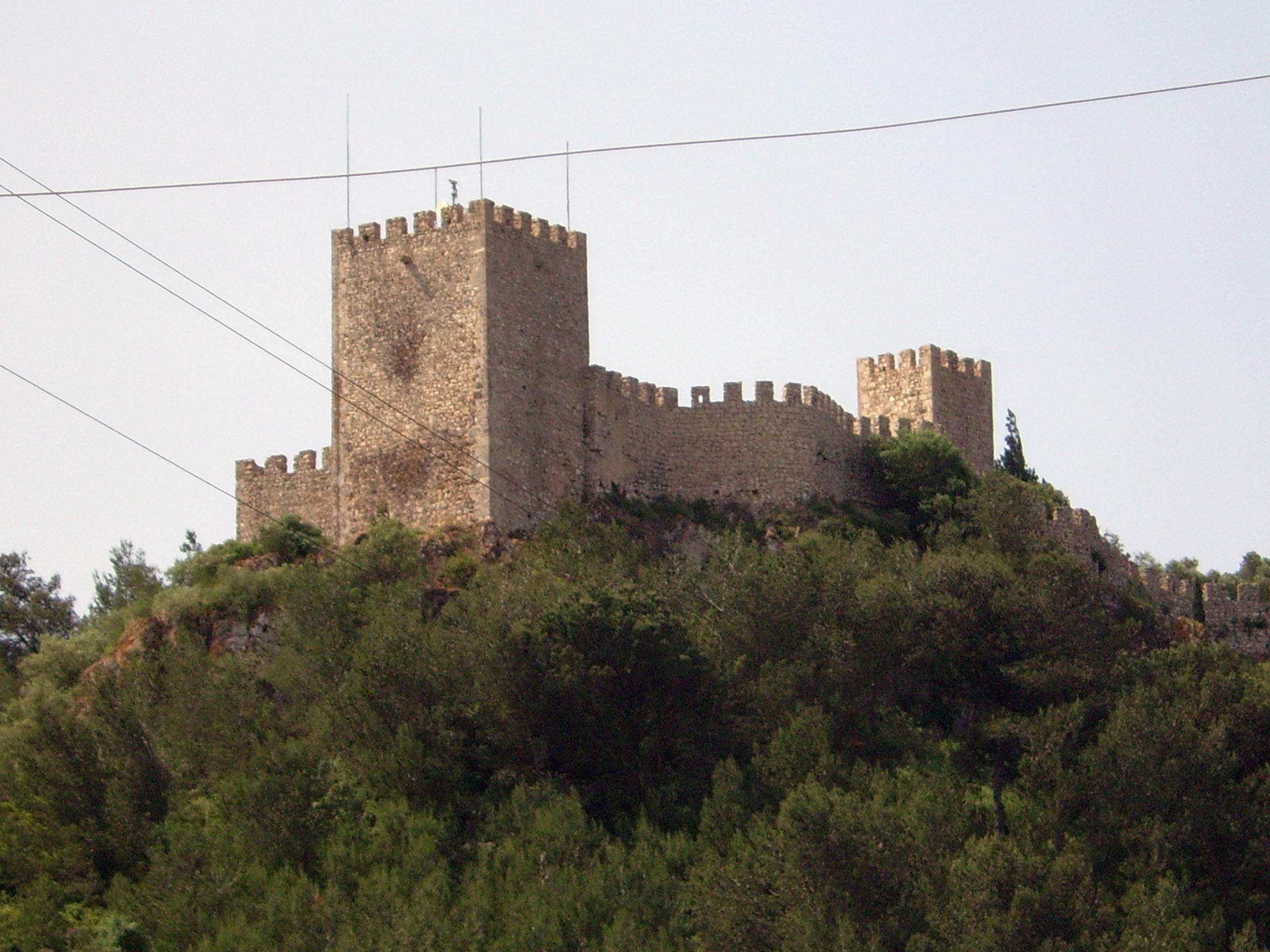
Мавританский замок

## Расположение
Город расположен на южном побережье полуострова Сетубал в 21 км западнее города Сетубал.
Муниципалитет граничит:
- на севере — муниципалитет Алмада и Сейшал
- на северо-востоке — муниципалитет Баррейру
- на востоке — муниципалитет Сетубал
- на юге — Атлантический океан
- на западе — Атлантический океан

## Население
| Население муниципалитета Сезимбра (1801—2004) | Население муниципалитета Сезимбра (1801—2004) | Население муниципалитета Сезимбра (1801—2004) | Население муниципалитета Сезимбра (1801—2004) | Население муниципалитета Сезимбра (1801—2004) | Население муниципалитета Сезимбра (1801—2004) | Население муниципалитета Сезимбра (1801—2004) | Население муниципалитета Сезимбра (1801—2004) | Население муниципалитета Сезимбра (1801—2004) |
| --------------------------------------------- | --------------------------------------------- | --------------------------------------------- | --------------------------------------------- | --------------------------------------------- | --------------------------------------------- | --------------------------------------------- | --------------------------------------------- | --------------------------------------------- |
| 1801                                          | 1849                                          | 1900                                          | 1930                                          | 1960                                          | 1981                                          | 1991                                          | 2001                                          | 2004                                          |
| 3920                                          | 4695                                          | 9047                                          | 13 276                                        | 16 837                                        | 23 103                                        | 27 246                                        | 37 567                                        | 44 046                                        |

## История
Город основан в 1201 году.

## Районы
| Фрегезии (районы) муниципалитета Сезимбра | Фрегезии (районы) муниципалитета Сезимбра | Фрегезии (районы) муниципалитета Сезимбра | Фрегезии (районы) муниципалитета Сезимбра | Фрегезии (районы) муниципалитета Сезимбра | Фрегезии (районы) муниципалитета Сезимбра | Фрегезии (районы) муниципалитета Сезимбра |
| ----------------------------------------- | ----------------------------------------- | ----------------------------------------- | ----------------------------------------- | ----------------------------------------- | ----------------------------------------- | ----------------------------------------- |
| №                                         | Наименование                              | Оригинальное наименование                 | Кол-во жителей чел.(2001)                 | Территория км²                            | Плотность чел./км²                        | Почтовый индекс                           |
| 1                                         | Кинта-ду-Конде                            | Quinta do Conde                           | 16 567                                    | 14,22                                     | 1165,05                                   | 2830-000 QUINTA DO CONDE                  |
| 2                                         | Каштелу                                   | Castelo                                   | 15 207                                    | 178,77                                    | 85,06                                     | 2970-000 CASTELO SSB                      |
| 3                                         | Сантьягу                                  | Santiago                                  | 5 793                                     | 1,99                                      | 2911,06                                   | 2970-000 SESIMBRA                         |

## Города-побратимы
- Альтеа, Испания
- Бад-Кёцтинг, Германия
- Бандоран, Ирландия
- Белладжо, Италия
- Гранвиль, Франция
- Зволен, Словакия
- Карккила, Финляндия
- Кёсег, Венгрия
- Марсаскала, Мальта
- Мерссен, Нидерланды
- Нидеранвен, Люксембург
- Превеза, Греция
- Пренай, Литва
- Сигулда, Латвия
- Сушице, Чехия
- Тюри, Эстония
- Укселёсунд, Швеция
- Уффализ, Бельгия
- Хойна, Польша
- Хольстебро, Дания
- Шерборн, Великобритания
- Юденбург, Австрия